# James McKeen Cattell
James McKeen Cattell (Easton, 25 maggio 1860 – Lancaster, 20 gennaio 1944) è stato uno psicologo e editore statunitense che ha indirizzato la psicologia verso l'uso di metodi sperimentali oggettivi, quali i test psicologici e l'applicazione della psicologia in campo pedagogico, industriale e pubblicitario. Ha creato due opere biografiche professionali e cinque riviste scientifiche.

## Biografia
Dopo la laurea di primo livello al Lafayette College di Easton (1880), si recò in Germania per studiare con il filosofo Rudolf Hermann Lotze, all'Università di Göttingen, e con lo psicologo Wilhelm Wundt all'Università di Lipsia. Tornato negli Stati Uniti, trascorse il 1882 e il 1883 alla Johns Hopkins University di Baltimora. Recatosi di nuovo a Lipsia, divenne assistente di Wundt e svolse indagini indirizzate alla psicologia sperimentale. Dopo aver ricevuto il suo Ph.D. a Lipsia (1886), McKeen Cattell continuò le sue ricerche nel laboratorio londinese di Sir Francis Galton.
Nel 1888 ottenne la cattedra di psicologia alla University of Pennsylvania di Philadelphia, la prima istituita negli Stati Uniti. Vi fondò un laboratorio e sviluppò una serie di test psicologici per studenti universitari. Nel 1891 Cattell divenne professore e direttore del dipartimento di psicologia della Columbia University, università nella quale trascorse la maggior parte della sua attività ai test psicologici. Nel 1895 divenne presidente della American Psychological Association. Venne licenziato dalla Columbia University nel 1917, dopo che espresse pubblicamente alcune critiche alla partecipazione degli Stati Uniti alla prima guerra mondiale contro la Germania.
L'altra attività molto importante svolta da Cattell è stata quella di editore. Nel 1894 fu il fondatore, assieme a James Mark Baldwin, della rivista Psychological Review; lo stesso anno acquistò il settimanale Science, che diresse dal 1894 al 1944 e trasformò nell'organo dell'American Association for the Advancement of Science. Nel 1900 fondò la rivista di divulgazione scientifica Popular Science Monthly, ribattezzata nel 1915 Popular Science, che diresse fino al 1943. La sua appartenenza all'eccellenza della ricerca scientifica lo portò a progettare, dirigere e pubblicare l'annuario American Men of Science (1906-1938). Dopo essere stato allontanato dalla Columbia nel 1917, dedicò il resto della sua vita professionale quasi interamente alla direzione di giornali; oltre ai citati Psychological Review, Science e Popular Science, Cattell diresse anche The American Naturalist (1907-1944) e School and Society (1915-1939). Nel 1921 fondò The Psychological Corporation, una società dedita all'applicazione della ricerca psicologia e alla costruzione di strumenti, quali test psicologici, a disposizione delle imprese commerciali e finanziarie.

## Opere (selezione)
- (1890) Mental tests and measurements. Mind 15: 373-81
- (1885) Ueber die Zeit der Erkennung und Benennung von Schriftzeichen, Bildern und Farben. Philosophische Studien 2: 635-650
- (1886) Psychometrische Untersuchungen, Erste Abtheilung. Philosophische Studien 3: 305-335
- (1886) Psychometrische Untersuchungen, Zweite Abtheilung. Philosophische Studien 3: 452-492 ()
- (1902) The time of perception as a measure of differences in intensity. Philosophische Studien 19: 63-68